# 近藤嶺
近藤 嶺（こんどう れい、Rei Kondoh、1982年11月14日 - ）は、日本の作曲家、サウンドクリエイター、ピアニスト。愛知県岡崎市出身。ゲーム、アニメ、映画など映像音楽を中心に手がけ、アーティストとしても作品を発表している。

## 来歴
1、2歳から、母親の影響でピアノやクラシック音楽をはじめとした様々な音楽に触れ、小学生時代からピアノ、エレクトーン、ドラムを習っていた。中学2年から本格的に作曲、音楽制作を学ぶ。
2003年、Axia Artist Audition’03インストゥルメンタル部門最優秀賞受賞。1stアルバム「Eternal Mirage」をリリース後、ゲーム、アニメ、映画など映像音楽の分野に足を踏み入れ、その他にもアーティストへの楽曲提供など担当している。
2013年、オリジナル作品の配信リリースを開始した。
2017年のアニメ「スナックワールド」では、日本の長期テレビアニメでは珍しいフィルムスコアリングの手法で全ての作曲を行う。
『週刊ファミ通』（2019年8月15日増刊号）の特別企画「ゲームファンが選ぶ“ゲーム音楽 最高の1曲”」では、近藤の作曲による『大神』より「太陽は昇る」が1位を獲得した。

## 主な作品

### ゲーム
- 義経紀（2005年 PlayStation 2）
- 大神（2006年 PlayStation 2）
- 戦国BASARA2（2006年 PlayStation 2）
- 戦国BASARA2 英雄外伝（2007年 PlayStation 2）
- 戦国BASARA X（2008年 PlayStation 2）
- デビルメイクライ4（2008年 PlayStation 3 / Xbox 360）
- ノスタルジオの風（2008年 ニンテンドーDS）
- 戦国BASARA バトルヒーローズ（2009年 PlayStation Portable）
- ベヨネッタ（2009年 PlayStation 3 / Xbox 360）
- 戦国BASARA3（2010年 PlayStation 3 / Wii）
- ラストリベリオン（2010年 PlayStation 3）
- 大神伝 〜小さき太陽〜（2010年 ニンテンドーDS）
- 二ノ国 漆黒の魔導士（2010年 ニンテンドーDS）
- ダンボール戦機（2011年 PlayStation Portable）
- 戦国BASARA CHRONICLE HEROES（2011年 PlayStation Portable）
- 戦国BASARA3 宴（2011年 PlayStation 3 / Wii）
- ダンボール戦機 ブースト（2011年 PlayStation Portable）
- 二ノ国 白き聖灰の女王（2011年 PlayStation 3）
- ファイアーエムブレム 覚醒（2012年 ニンテンドー3DS）
- Dragon's Dogma（2012年 PlayStation 3 / Xbox 360）
- ダンボール戦機W（2012年 PlayStation Portable / PlayStation Vita）
- The Wonderful 101（2013年 Wii U）
- ダンボール戦機ウォーズ（2013年 ニンテンドー3DS）
- 戦国BASARA4（2014年 PlayStation 3）
- マリオパーティ アイランドツアー（2014年 ニンテンドー3DS）
- ベヨネッタ2（2014年 Wii U）
- マリオパーティ10（2015年 Wii U）
- ファイアーエムブレムif（2015年 ニンテンドー3DS）
- 戦国BASARA4 皇（2015年 PlayStation 3 / PlayStation 4）
- スターフォックス ゼロ（2016年 Wii U）
- ユバの徽（2016年 PC / Android / iOS）
- ドラゴンプロジェクト（2016年 Android / iOS）
- 戦国BASARA 真田幸村伝（2016年 PlayStation 3 / PlayStation 4）
- スナックワールド トレジャラーズ（2017年 ニンテンドー3DS）
  - スナックワールド トレジャラーズ ゴールド（2018年 Nintendo Switch）
- オトメ勇者（2017年 Android / iOS）
  - 天惺のイリュミナシア～オトメ勇者～（2019年 Android / iOS）
- 鬼武者（2018年 PlayStation 4 / Xbox One / Nintendo Switch / Steam）
- ファイアーエムブレム 風花雪月（2019年 Nintendo Switch）
- 遙かなる時空の中で7（2020年 Nintendo Switch）
- ベヨネッタ3（2022年 Nintendo Switch）
- Redemption Reapers（2023年 PlayStation 4 / Nintendo Switch / Steam）
- ベヨネッタ オリジンズ: セレッサと迷子の悪魔（2023年 Nintendo Switch）
- エブリバディ 1-2-Switch!（2023年 Nintendo Switch）
- アナザーコード リコレクション：2つの記憶 / 記憶の扉（2024年 Nintendo Switch）

### 映画
- DIVIDE（2006年 挿入曲提供。辻岡正人監督トロントリールハート国際映画祭銅賞受賞作品）
- バイオハザード ダムネーション （2012年）
- 劇場版イナズマイレブンGO vs ダンボール戦機W （2012年）
- スナックワールド （2015年）
- スナックワールド 人嫌いのレニー （2016年）
- バイオハザード デスアイランド （2023年）

### アニメ
- レオナルド博士とキリン村のなかまたち（2008年 テレビ東京系列）
- ダンボール戦機（2011年 テレビ東京系列）
- ダンボール戦機W（2012年 テレビ東京系列）
- ダンボール戦機ウォーズ（2013年 テレビ東京系列）
- スナックワールド（2017年 テレビ東京系列）
- Tekken: Bloodline（2022年 Netflix）

### TVCM
- 境界の黒翼 アサルトレイヴン（2014年-、ワーナー エンターテインメント ジャパン）
- Shizuoka Green Tea : The Origin（2018年 ICHITAN）

### 楽曲提供
- 『SAMSARA』（TSUKEMEN「Op.1～FRONTIER～」収録）（2015年）
- 岡崎市 岡崎応援キャラクター隊市制100周年応援ソング 『OKAZAKI 大好きなまち』作曲 （2015年）
- 岡崎市 市制100周年PR動画BGM作曲（2015年）
- 『Y学園へ行こう 8bit編』（歌 - そらる）テレビアニメ「妖怪学園Y 〜Nとの遭遇〜」エンディングテーマ（2020年）
- 「シン・クロニクル」（SEGA）ゲストコンポーザー（2023年）

### オリジナルアルバム
- Eternal Mirage（2003年）
- AIR（2006年）
- AQUA（2008年）
- Rei Kondoh Original Selection Vol.1（2013年/配信限定）
- Impromptu（2014年~2016年）
  - Impromptu SAKURA
  - Impromptu PLUME
  - Impromptu IRIS
  - Impromptu LYRA
  - Impromptu CIERGE MAGIQUE
  - Impromptu SOIR
  - Impromptu KIYOMIZU
  - Impromptu LEAVES
  - Impromptu YUMEMIDORI
  - Impromptu CATTLEYA
  - Impromptu AUBE
  - Impromptu LA VIE
- Silent Spring（2022年）

### その他
- BIGBELL『こころの場所』（テレビ朝日『ちい散歩』テーマ曲ほか）全曲編曲（2007年）
- 能登麻美子『眠れ緋の華』作曲/編曲（2007年）
- かなでももこ『花香鮮夢 カコウセンム』（琉球異聞 朱桜の繋オープニングテーマ）編曲（2015年）
- TSUKEMEN 『ジュラシックパーク』（「TSUKEMEN CINEMAS」収録）編曲（2015年）
- 『二ノ国：Cross Worlds』紹介ムービー 編曲（2021年）
- 『MUSASHI』（歌 - ずま）テレビアニメ「メガトン級ムサシ」オープニングテーマ 編曲（2021年）
- 『滅亡世界のバラッド』（歌 - マナ）テレビアニメ「メガトン級ムサシ」エンディングテーマ 編曲（2021年）
- 『英雄のうた』（歌 - 松浦航大）テレビアニメ「メガトン級ムサシ」シーズン2 オープニングテーマ 編曲（2022年）
- ホロアース（ホロライブメタバースプロジェクト）楽曲提供[5]
- 『The World You're in』（歌 - Patricia Kaye Lumahang ）「Redemption Reapers」挿入歌　作曲/編曲（2023年）
- 『To the place I call home』（歌 - Jolianne Salvado）「アナザーコード リコレクション：２つの記憶 / 記憶の扉」エンディング主題歌　作曲/編曲（2024年）

## 主な受賞歴など
- 1996年、第40回旺文社全国学芸科学コンクール作曲部門金賞
- 2003年、Axia Artist Audition’03インストゥルメンタル部門最優秀賞